# Три медведя (мультфильм, 1958)
«Три медведя» — советский кукольный мультфильм 1958 года студии «Союзмультфильм». Режиссёр Роман Давыдов экранизировал английскую сказку в переработке Льва Толстого.

## Сюжет
Девочка Варварушка не послушалась строгого предупреждения не идти в лес одной и совета бабушки поиграть в саду, ушла в лес за грибами и заблудилась. Нашла она в чаще леса избушку. А в той избушке жили три медведя, которые в тот день отлучились из дома по делам. Медведь заготавливал дрова, медведица собирала малину, а медвежонок играл и ел малину. Зашла Варварушка в избушку и увидела стол и три стула, на столе — три миски. Девочка наелась каши, покачалась на маленьком стуле и сломала его. Затем она увидела три кровати — большую, поменьше, и ещё меньше. Попрыгала на большой кровати, потом на следующей, а на маленькую легла и уснула. Вскоре и хозяева домой вернулись. Увидели беспорядок на столе и сломанный стул. Медвежонок обнаружил в своей кровати спящую девочку и завопил. Варварушка проснулась, увидела медведей, выпрыгнула в окно и понеслась домой, и хотя медведи не догнали её, но бабушка долго бранила Варварушку и правильно: нужно слушаться старших, а не самовольничать!

## Создатели
- Автор сценария и текст песен — Лев Позднеев
- Режиссёр — Роман Давыдов
- Ассистент режиссёра и мультипликатор — Лев Попов
- Художник — Вадим Курчевский
- Оператор — Иосиф Голомб
- Композитор — Юрий Никольский
- Звукооператор — Георгий Мартынюк
- Куклы и декорации выполнены художественной мастерской киностудии «Союзмультфильм»
- Под руководством гл. художника: Романа Гурова
- Директор картины — Натан Битман
- Роли озвучивали — Леонид Пирогов — Михайло Потапович

## О мультфильме
Почти 20 лет Роман Давыдов работал художником-мультипликатором с ведущими режиссёрами студии. А затем, как и многие наши мастера, сделал естественный шаг в режиссуру.
Его дебют — кукольный фильм «Баллада о столе» (1956) и в том же году — «Колобок». В 1958 году — «Три медведя».
Ведь в сказках переплетаются все его страсти — отечественная история и культура, умные и яркие «зверьи» характеры.
— Наталия Венжер «Наши мультфильмы»

В середине 1950-х в картинах Р. В. Давыдова («Баллада о столе» (1955), «Колобок» (1956) и др.) находит применение изготовление сменных объёмных фаз движения («объёмная перекладка»).
К этому времени производство объёмных мультфильмов было развёрнуто уже на достаточно высоком уровне — об этом говорят работы таких режиссёров, как Владимир Дегтярёв («Чудесный колодец», 1956; «Краса Ненаглядная», 1958), Анатолий Каранович и Роман Качанов («Влюблённое облако», 1959), Роман Давыдов («Колобок», 1956; «Три медведя», 1958).
— Георгий Бородин: Киностудия «Союзмультфильм» Краткий исторический обзор